# Abraxas wehrlii
Abraxas wehrlii är en fjärilsart som beskrevs av Bytinsky-salz och Brandt 1937. Abraxas wehrlii ingår i släktet Abraxas och familjen mätare. Inga underarter finns listade i Catalogue of Life.